# 烏拉諾韋
51°45′36″N 34°18′18″E / 51.76000°N 34.30500°E
烏拉諾韋（烏克蘭語：Уланове），亦按俄语译为乌兰诺沃，是位於烏克蘭東北部的村莊，由蘇梅州紹斯特卡區的埃斯曼市鎮負責管轄。該村處於洛克尼亞河畔，分別距離亞斯特魯布希納1.5公里和科倫奧克3.5公里，海拔高度161米。